# Zimolez Tellmannův
Zimolez Tellmannův (Lonicera × tellmanniana) patří mezi opadavé listnaté dřeviny. Je to popínavá liána z čeledi zimolezovitých (Caprifoliaceae). Jde o pěstovaného zahradního křížence, ceněný, ale teplomilný druh popínavé okrasné dřeviny.

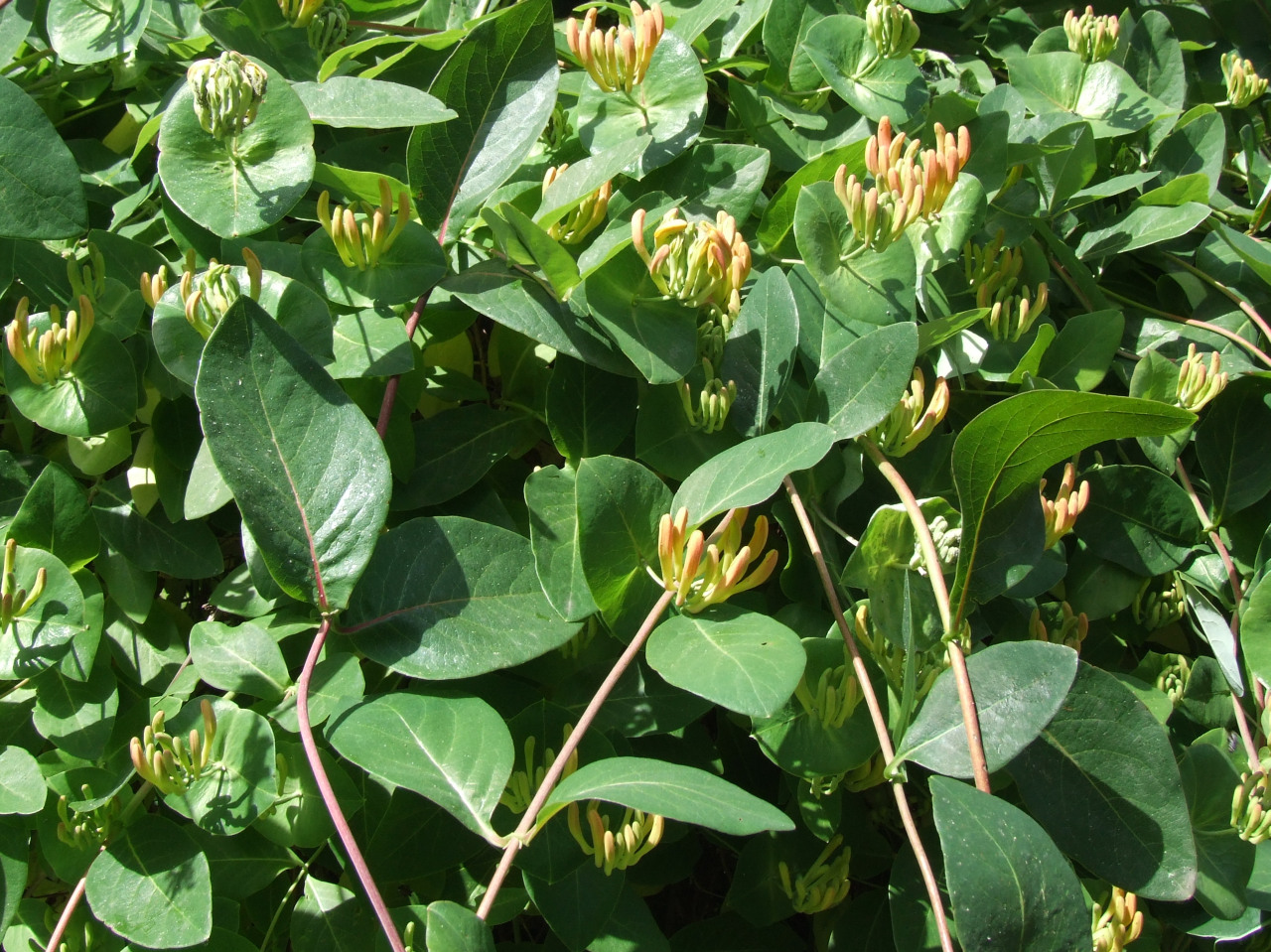

## Popis
Jako popínavá rostlina dorůstá 4- 5m výšky, ješ ale uváděna i výška 8m. Je opadavá dřevina s jednoduchými, oválnými, celokrajnými, zelenými listy. Bohatě kvete od května do června oranžově žlutými trubkovitými květy ve svazcích. Květy jsou silně vonné. Plody jsou červené nebo černé bobule, které jsou jedovaté stejně jako celá rostlina.

## Použití
Hodí se jako půdní kryt ale především jako popínavá dřevina na i na pergoly, ploty, zábradlí, protihlukové stěny a treláže. Stálezelený však vydrží jen v nejteplejších oblastech nebo na chráněných místech. Je bohatým zdrojem nektaru a pylu pro včely a dobrým úkrytem a hnízdištěm pro ptáky.

## Pěstování
Rostlině vyhovují propustné, živné, neutrální, zásadité i mírně kyselé humózní půdy. Druh preferuje plné slunce nebo polostín, v polostínu méně kvete a trpí mšicemi. Vyžaduje oporu. Snese teploty až do −18 °C, je doporučována zimní přikrývka, zvláště u mladé rostliny.

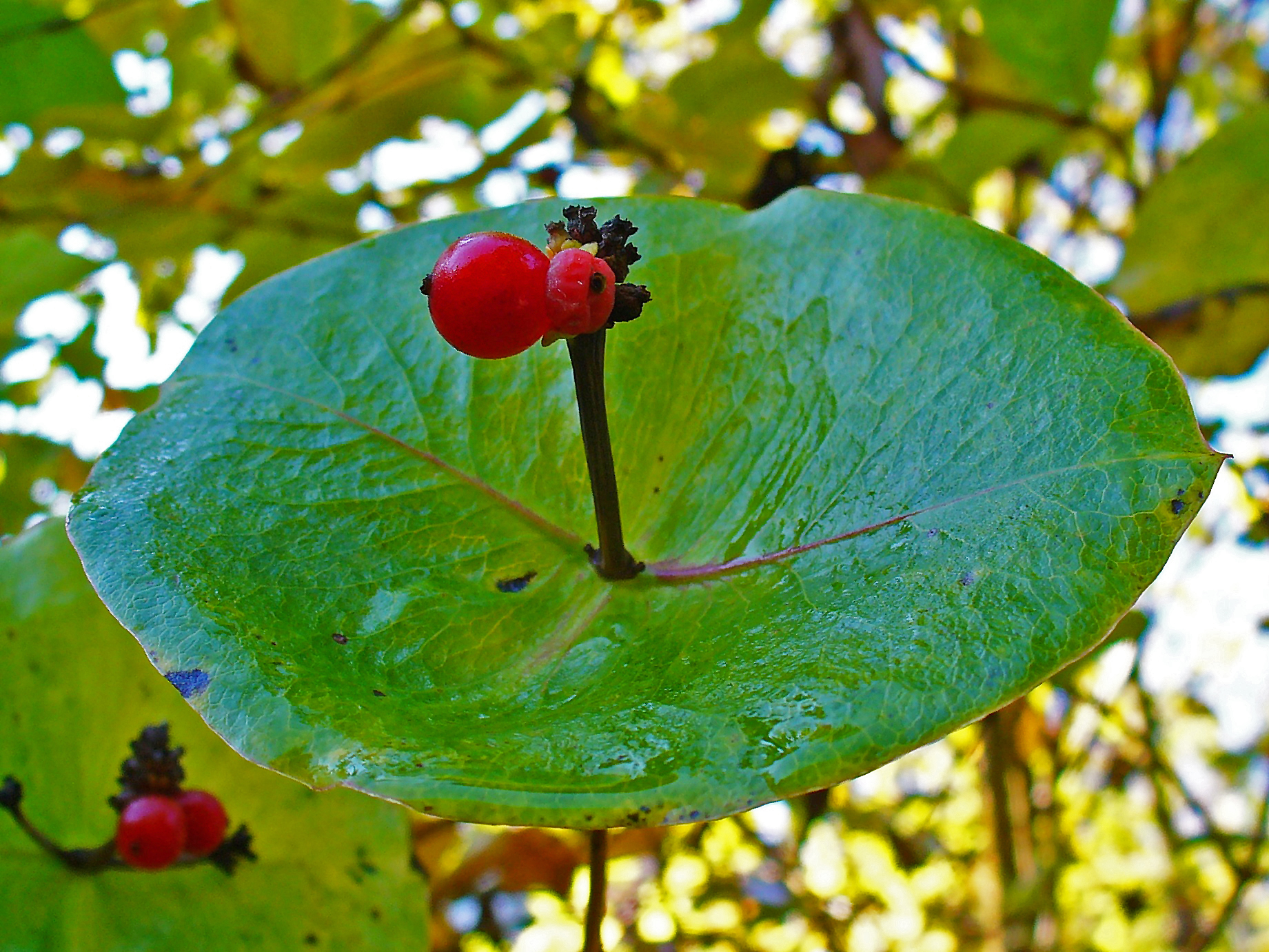

### Rozmnožování
Množit jej lze vegetativně řízkováním.